# Charles Hector d'Estaing

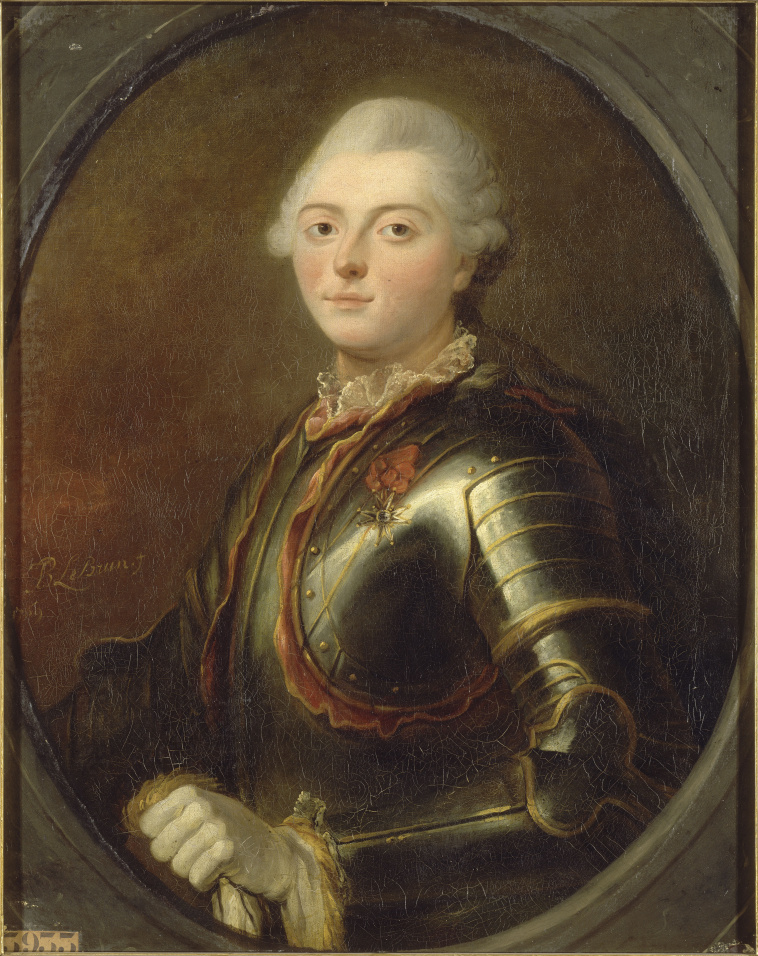
Portret van d'Estaing uit 1769

Jean Baptiste Charles Henri Hector, graaf d'Estaing (Château de Ravel (Auvergne), 24 november 1729 – Parijs, 28 april 1794) was een Franse generaal en admiraal.

## Levensloop
D'Estaing werd geboren in een Franse adellijke familie die een lange, historische band met de kroon had. Zijn vader was een generaal in het Franse leger. De jonge d'Estaing kreeg zijn opleiding met Lodewijk van Frankrijk, de vader van drie latere Franse koningen: Lodewijk XVI, Lodewijk XVIII en Karel X. Hij was nauw bevriend met hem.

### Oostenrijkse Successieoorlog
In mei 1738 ging d'Estaing bij de musketiers en bereikte in 1746 de rang van luitenant. In datzelfde jaar trouwde hij met Marie-Sophie, de kleindochter van maarschalk Château-Renault. Zijn regiment vocht in de Oostenrijkse Successieoorlog. Tijdens de gevechten in Vlaanderen van 1746 tot 1748 diende hij als de rechterhand van maarschalk Sakse. In 1748 voerde d'Estaing als kolonel een regiment aan bij de Slag om Maastricht en raakte daarbij gewond.
Koning Lodewijk XV wilde na de oorlog zijn leger moderniseren en d'Estaing werd een van de meest prominente hervormers. Ook vergezelde hij in die periode de Franse ambassadeur in Engeland voor een tijd om meer ervaring op te doen op het gebied van diplomatie.

### Periode in Oost-Indië

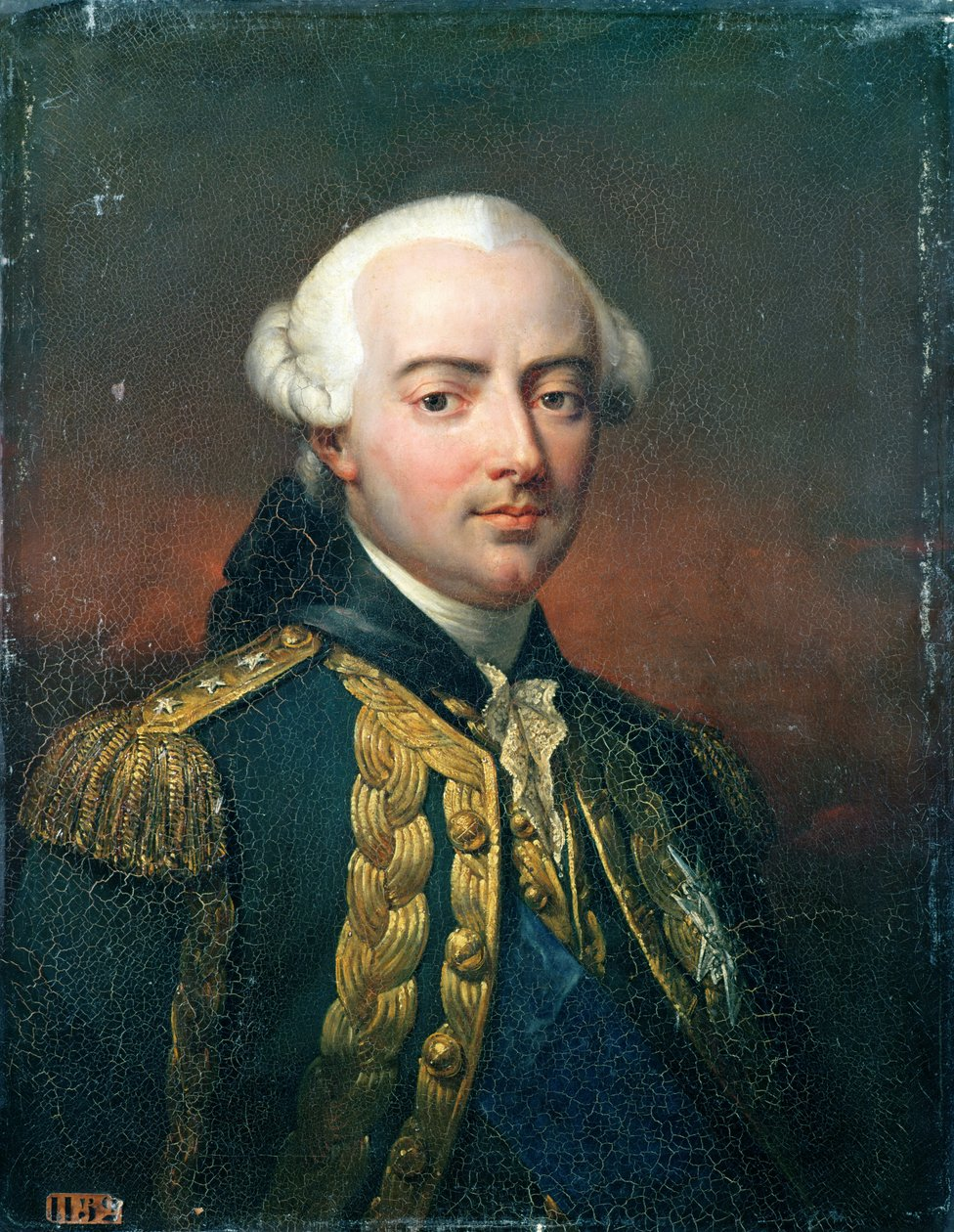
Portret door Jean-Pierre Franque

Nadat er vijandigheden waren uitgebroken tussen de Franse en Britse koloniën in Noord-Amerika overwoog d'Estaing om daarnaartoe te trekken, maar zijn familie weerhield hem daarvan. Nadat er plannen waren gemaakt voor een expeditie naar Oost-Indië meldde hij zich wel aan, zonder zijn familie te raadplegen. Hij werd benoemd tot brigadegeneraal en verliet Frankrijk in januari 1757. De Franse expeditietroepen onder leiding van baron Lally arriveerde in april 1758 in het zuiden van India en wierpen een blokkade op bij de Britse stad Cuddalore. De stad werd op 4 mei ingenomen. D'Estaing bleef onder Lally dienen en nam als enige afstand van diens besluit om de belegging van Tanjore op te heffen. Bij het beleg van Madras raakte d'Estaing met zijn troepen omsingeld. Nadat hij tweemaal gekozen was met het bajonet gaf hij zich over.
George Pigot, de Britse gouverneur van Madras, bood d'Estaing zijn vrijlating aan, op voorwaarde dat hij niet meer zou deelnemen aan gevechten tegen de Britten. Dit voorstel werd door de brigadegeneraal afgewezen, omdat hij liever geruild werd. D'Estaing besloot in februari 1759 alsnog gebruik te maken van het aanbod nadat er in Madras een Franse vloot werd gearriveerd. In mei 1759 zeilde hij naar Mauritius. Kort daarvoor was er een akkoord bereikt over gevangenruil tussen Frankrijk en Groot-Brittannië. Omdat d'Estaing inmiddels vertrokken was maakte hij geen deel uit van het akkoord. Nadat het nieuws over het akkoord hem bereikt hadden werden er acties ondernomen om hem alsnog deel uit te laten maken van het akkoord, zodat hij weer in gevechten tegen de Britten kon deelnemen.
Vanaf Mauritius vertrok een expeditie van de Franse Oost-Indische Compagnie onder leiding van D'Estaing. Het bestond uit twee schepen. Hij had het voornemen om zijn gezag over te dragen aan de tweede man van de expeditie wanneer het tot gevechten met een Brits schip zou komen. De expeditie zette in september 1759 koers na de Perzische Golf. Zij vielen een Arabisch konvooi aan. Van hen hoorde d'Estaing over de aanwezigheid van een Brits schip bij Muscat. Daar aangekomen werd het schip zonder tegenstand door vijftig Fransen ingenomen. Het schip werd de haven uitgesleept, terwijl er door de Britten alarm werd geslagen. De expeditie voer daarna richting Sumatra waar het in februari 1760 arriveerde. Een Britse nederzetting in Natal werd aangevallen en daarna overgedragen aan de Nederlanders. Vervolgens zette de expeditie verder koers na Tappanooly, een Britse buitenpost. De Britse commandant trok zich terug in de heuvels toen hij zich gesteld zag tegen de Franse overmacht. D'Estaing besloot daarop de nederzetting te verwoesten.
De Franse expeditie zeilde vervolgens naar de grote Nederlandse nederzetting Padang en sloeg daar nieuwe voorraden in en won nieuwe rekruten onder de plaatselijke bevolking. Daarna zette d'Estaing koers richting Bengkulu, de grootste Britse nederzetting op Sumatra. De stad werd verdedigd door het Fort Marlborough en een garnizoen van 500 man dat gevormd werd door Europeanen en lokale strijders. De verschijning van de vloot joeg de verdedigers zoveel angst uit dat het grootste deel de jungle in vluchtte. De Fransen zette voor een dag de achtervolging in en namen de stad in. Na tien maanden keerde d'Estaing vervolgens terug richting Mauritius. Daar lagen zijn orders inmiddels klaar om terug te keren na Frankrijk.
Vlak onder de Franse kust werd het schip waarop d'Estaing terugkeerde veroverd door de Engelsen. Hij werd eerst gevangengezet in Plymouth en kreeg daarna huisarrest in Londen. De Britten beschuldigden hem ervan dat hij zich niet aan de afspraken van zijn vrijlating had gehouden. D'Estaing verdedigde zich met succes en mocht terugkeren naar Frankrijk. Daar wachtte hem de benoeming van veldmaarschalk.

### Gouverneur van de Bovenwindse Eilanden
Koning Lodewijk benoemde d'Estaing in 1764 tot gouverneur van de Franse Bovenwindse Eilanden. Hij had zijn hoofdkwartier op Saint-Domingue, het hedendaagse Haïti. Hij wierf vooral Acadians, Franse kolonisten die door de Britten uit Canada waren verbannen, om te komen wonen op de eilanden. Zijn pogingen mislukten grotendeels, omdat veel van hen overleden of weer vertrokken, als gevolg van ziekte, het klimaat en de armoede. In 1767 keerde hij terug naar Frankrijk.
In Frankrijk gingen hij en zijn vrouw uit elkaar. D'Estaing had in 1756 na zijn vertrek naar India schriftelijk ingestemd met een scheiding. Het lukte echter niet om afspraken te maken over de verdeling van hun eigendommen. Dit leidde tot verschillende rechtszaken en uiteindelijk kwam het nog niet tot een akkoord. In 1772 werd hij benoemd tot gouverneur van Brest, de belangrijkste kustplaats aan de Atlantische Oceaan.

### Amerikaanse Onafhankelijkheidsoorlog
Na de inmenging van de Fransen in de Amerikaanse Onafhankelijkheidsoorlog in 1778 leidde d'Estaing een vloot van twaalf schepen en veertien fregatten. Hij zette op 13 april koers richting Noord-Amerika en stelde van 11 tot 22 juli een blokkade in tegen de Britse vloot die gelegen lag in de haven van New York.
In samenwerking met de Amerikaanse generaals plande hij een aanval op Newport, Rhode Island. In de voorbereiding daarop werd hij aangevallen door een vloot onder leiding van de Britse admiraal Howe. Voordat de gevechten uitbraken stak er een storm op, waardoor de Britse en Franse schepen zo verspreid raakten dat het niet meer tot gevechten kwam. Verschillende schepen waren zo beschadigd dat d'Estaing het nodig vond ze eerst te repareren. Op 4 november zette zijn vloot koers richting de Caraïben. Daar kwam hij aan begin van december 1778 aan. De Britten waren intussen begonnen met een aanval op St. Lucia. Hij wilde de inname daarvan voorkomen, maar werd zowel ter zee als op land verslagen. In juni 1779 kreeg hij versterkingen en hij besloot opnieuw tot een aanval op de Britse troepen die onder leiding stonden van admiraal John Byron. Op 18 juni nam hij eerst Saint Vincent in en op 2 juli Grenada.
Admiraal Byron arriveerde op 6 juli met zijn vloot bij Genada. Het kwam tot een ongeorganiseerde zeeslag waarbij d'Estaing er niet in slaagde zijn numerieke voordeel uit te buiten. Er was geen duidelijke winnaar. Beide vloten zetten koers richting hun basis voor herstelwerkzaamheden. Daarna zette de Franse vloot koers richting Savannah, Georgia. In een gemeenschappelijke Frans-Amerikaanse poging probeerde hij de stad op de Britten te heroveren. Na weken van bombardementen probeerde zij de stad op 18 oktober in te nemen, maar deze poging mislukte. Bij de gevechten raakte d'Estaing tot tweemaal toe gewond.
D'Estaing keerde in 1780 op krukken terug in Frankrijk. Hij had veel van zijn goedwil verloren aan het Franse hof. Drie jaar later werd hij wel weer aan het hoofd geplaatst van een Frans-Spaanse vloot die zich verzamelde voor de kust van Cádiz, maar de vrede was ondertussen getekend en er vonden geen verdere acties plaats.

### Terugkeer naar Frankrijk

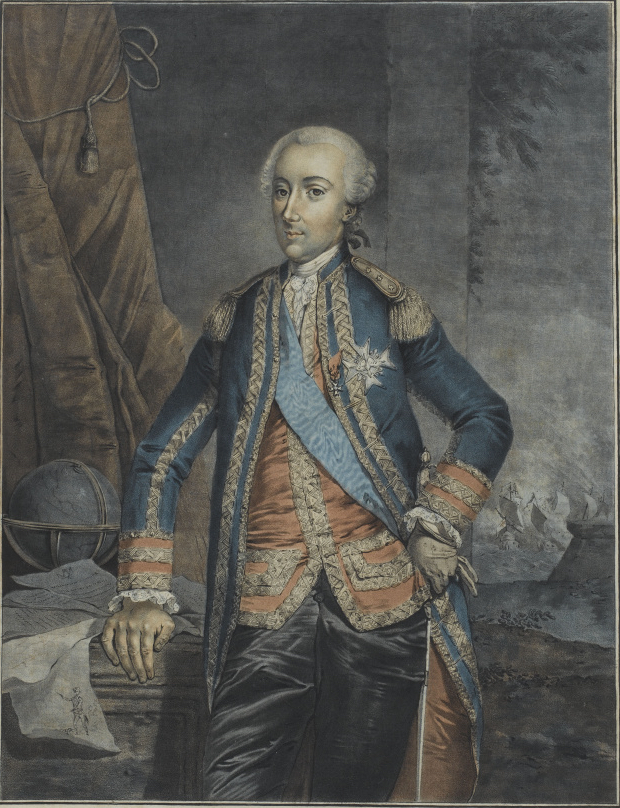

Na de Amerikaanse Onafhankelijkheidsoorlog begon d'Estaing zich steeds meer bezig te houden met politiek. Hij kreeg de titel van Grande en werd benoemd tot een van de adviseurs van de koning.

#### Franse Revolutie en ter dood veroordeling
D'Estaing sympathiseerde met de Franse Revolutie en werd in 1789 benoemd tot de Nationale Garde. In 1792 werd hij door de Nationale Vergadering benoemd tot admiraal. D'Estaing bleef ook trouw aan de koninklijke familie, ondanks zijn voorkeur voor nationale hervormingen. Hij nam het bij haar berechting op voor koningin Marie Antoinette. Daarom, en vanwege de vriendschappelijke correspondentie die hij met haar voerde, werd de admiraal zelf ook voor het gerecht gedaagd. Hij werd ter dood veroordeeld en verloor op 28 april 1794 zijn hoofd onder de guillotine. Vlak voor zijn executie schreef hij: "Zend mijn hoofd naar de Britten, want zij zullen er een goede prijs voor betalen."
- Bibliothèque nationale de France: cb12067464q (data)
- CiNii: DA08762910
- Gemeinsame Normdatei: 119314355
- International Standard Name Identifier: 0000 0001 1070 6451
- Library of Congress Control Number: n88023524
- Nationale Bibliotheek van Israël: 987007461328105171
- Nederlandse Thesaurus van Auteursnamen: 131337610
- Système universitaire de documentation: 028943732
- Virtual International Authority File: 73875587
- WorldCat: E39PBJwmRBHfcG8FmKYp6Dfpfq